# Carlone (famiglia)
I Carlone (o anche Carloni) sono una stirpe di artisti in arti figurative che ebbe origine nella zona dei laghi di Como e di Lugano.
I componenti di tale "famiglia" erano appunto noti come "Artisti dei laghi" ed erano artisti itineranti che lasciarono tracce del loro operato in tutto il Centro-Europa.
La famiglia si può classificare in più rami.

## Carlone di Scaria
Si tratta di artisti che prendono il nome dal paese di provenienza, sito tra i laghi di Como e Lugano: Scaria d'Intelvi.
Questo ramo ha visto fra i suoi membri architetti, capomastri, scultori, stuccatori, affrescatori e pittori, sia bel Rinascimento sia nel periodo del barocco e del rococò.
Come tutti i "Maestri dei due Laghi" erano artisti itineranti, maestranze che praticavano una emigrazione stagionale verso i luoghi di committenza, ritornando nei mesi invernali nei paesi natii, sposando donne del posto e mantenendo interessi (terre, edifici) nella madrepatria. Alcuni rami della famiglia si stabilirono per generazioni in Austria, prevalentemente nella regione della Stiria.

### Architetti, pittori e decoratori
Scultori del rinascimento:
- Antonio Carlone (1470 - 1520), filgio di Battista, fratello di Michele, attivo con lui a Genova (cattedrale di San Lorenzo, portale del palazzo di Cipriano Pallavicini, chiesa di San Domenico), a Torino (Monumento della Famiglia Romagnano in Duomo), ad Alba (Duomo), in Spagna  (castello di La Calahorra)
- Michele Carlone (1468 - 1519), lavorò con il fratello Antonio.

Nel ramo austro-stiriano di questa famiglia si annoverano:
- Antonio Carlone (1622 – 1664), capomastro a Vienna;
- Arcangelo Carlone (1560 – 1630), direttore dei lavori a Graz;
- Bartolomeo Carlone († 1717 ?), decoratore e scultore nell'Abbazia di San Floriano, a Passavia, nel convento di  Schlierbach, a Spital am Pyhrn, Linz, Kefermarkt, Mauthausen;
- Carlo Carlone (1686 – 1775), pittore a Weingarten, Brühl bei Köln (Castello di Augustusburg), Vienna (Palazzo Kinsky, Palazzo Belvedere), Ansbach, Großsiegharts, Stadl-Paura, Lambach, Linz, Ludwigsburg, Heimsheim, Einsiedeln nel Canton Svitto (Svizzera), Praga, Breslavia;
- Carlo Antonio Carlone (1635 – 1708), direttore dei lavori a Passavia, Admont, Abbazia di San Floriano a Sankt Florian, Abbazia di Schlierbach a Schlierbach (Alta Austria), Wels-Bad Wimsbach, Baumgartenberg, Eisenstadt, Freistadt, Garsten, Kremsmünster, Reichersberg, Riedmark, Rohrbach, Ansfelden, Vienna (Schottenkirche, Chiesa dei nove Cori angelici);
- Carlo Martino Carlone (1616 – 1667), architetto in Vienna (Hofburg), Castello di  Esterházy (Eisenstadt);
- Diego Francesco Carlone (1674 – 1750), decoratore nell'abbazia di San Floriano, Kremsmünsterer, Lambach, Linz, Salisburgo, Weingarten, Ansbach, Ludwigsburg, Passavia, Amberg, Abbazia di Einsiedeln;
- Domenico Carlone (1615 – 1679), direttore dei lavori a Vienna (Hofburg, Leopoldinischer Trakt), Castello di Petronell;
- Domenico Antonio Carlone, decoratore ad Amberg, Linz, San Floriano, Spital am Pyhrnpass;
- Giovanni Battista Carlone, (1642 - 1721), decoratore, architetto e capomastro a Passavia (Cattedrale e Chiesa dei Gesuiti), Garsten, Christkindl, Reichersberg, Riedmark, Schlierbach, Vöcklabruck, Marlbach, Straubing, Vilshofen a.d. Donau, Pfarrkirchen, Waldsassen, Amberg, Dingolfing (Chiesa di San Giovanni),
- Giovanni Battista Carlone (1682–1747) architetto in Ungheria (Palazzo Arcivescovile, Eger; Cattedrale di Sant'Anna, Debrecen)
- Giuseppe Carlone (1678 – 1739) capomastro a Graz, Tobelbad, Chiesa di San Giacomo a Freiland bei Deutschlandsberg;
- Gioacchino Carlone (1650? – 1714), capomastro a Graz, Pöllau, Rottenmann, Admont;
- Pietro Carlone (1560/70 - 1628, direttore dei lavori a Leoben, Admont, Mautern in Steiermark. Lavorò tra il 1600 ed il 1613;
- Pietro Francesco Carlone (prima del 1607 - 1681 o 1682), direttore dei lavori a Leoben, Sankt Georgen am Längsee, Sankt Katharein an der Laming, Seckau, Gurk, Schlierbach, Garsten, Linz, Passavia.
- Pietro Carlone il Vecchio, il più vecchio dei Carlone della Stiria; attivo come costruttore di fortificazioni in Croazia  (1556);
- Sebastiano Carlone il Vecchio (prima del 1570 - dopo il 1612), scultore e architetto a Graz ed a Seckau;
- Sebastiano Carlone il Giovane, architetto a Vienna (Chiesa di Maria Ausiliatrice);
- Silvestro Carlone il viennese (1610 – 1671), architetto a Vienna (Schottenkirche, St. Michael);
- Silvestro Carlone il praghese (nato 1708 o 1709 - ?), direttore dei lavori a Praga (Kloster Strahow, Zámek Troja), Mühlhausen in Boemia.

### Umanisti
Un ramo collaterale Famiglia Carlone di Scaria prese il nome "allemanizzato" di Karlon e diede origine a teologi e politici fra i quali il prelato Alois Karlon (1835 - 1902), che si occupò della ricostruzione dell'Abbazia di Seckau e della realizzazione di una casa editrice cattolica nella Stiria.

## Carlone di Rovio
Si tratta di artisti che prendono il nome dal paese di provenienza, Rovio, sito tra i due laghi in territorio svizzero (Canton Ticino).
- Giovanni Carlone, meglio noto come Giovanni Carloni (1510-1576), padre di Taddeo, scultore, attivo a Genova (monumento a Cattaneo Pinello, presbiterio della Chiesa di San Matteo), in Spagna (Valencia, Capilla de los Reyes);
- Taddeo Carlone (Rovio, 1543 - Genova, 1615),  architetto, padre  di: 
  - Giovanni Bernardo Carlone (Genova, 1584 - Milano, 1631), pittore;
  - Giovanni Battista Carlone (Genova, 1603 - Parodi Ligure, 1684), pittore, padre di:
    - Giovanni Andrea Carlone, anche noto come Andrea Carlone (1639-1697), pittore, attivo in Roma (affreschi nella chiesa del Gesù, a Palazzo Altieri, nel Pantheon), in Perugia (affreschi nelle chiese del Gesù, dei Filippini e di Sant'Ercolano), a Genova (affreschi nella Basilica della Santissima Annunziata del Vastato e in due sale del Palazzo Rosso).
- Giovanni Battista Carlone (1580/90 – Vienna, 1645), architetto e direttore dei lavori di corte presso Ferdinando II.
- Giuseppe Carlone[1] (Rovio data imprecisata- Rovio data imprecisata) scultore e intagliatore, attivo a Genova (altare maggiore della Chiesa del Gesù, due Angeli che sostengono l'altare nella cappella della Natività nella Chiesa di San Siro), padre di:
  - Bernardino Carlone (1590 ca. - Vienna data imprecisata), scultore, attivo a Genova (Statua della Maddalena per la Chiesa del Gesù, altri lavori in collaborazione con il padre) a Modena e a Vienna;
  - Tommaso Carlone (Genova 1600 ca. - Torino 1667) scultore e progettista, si stacca dalla famiglia genovese dei pittori ed è molto attivo a Torino (decorazioni interne Chiesa di San Francesco da Paola,  altare di San Giuseppe della Chiesa di San Carlo,  cappelle della Chiesa del Corpus Domini, etc), padre di:
    - Giovanni Carlone[2][1], (Rovio 1635 - Rovio 1713), pittore, attivo a Torino (fregi per quattro caminetti e sei dipinti per una anticamera nel Palazzo Reale), nell'area luganese (affreschi cappella di S. Antonio da Padova, e in una controcappella nella chiesa di S. Vigilio a Gandria, decorazioni per l'oratorio di S. Marta a Lugano) e in Alta Austria (affreschi nell'Abbazia di Schlierbach, affreschi nella Leopoldskirche di Vienna, etc);
    - Giuseppe Maria Carlone (Rovio 1645 - Asti 1696), scultore, attivo con il fratello Giovanni Domenico a Torino, proseguono i cantieri della bottega paterna (decorazioni interne  Chiesa di San Francesco da Paola, monumento funebre a Tommaso Carlone nella stessa chiesa, porta del Cervo di Vercelli, cappella di S. Pietro d'Alcantara nella chiesa della Madonna degli Angeli, Statue per la Reggia di Venaria, etc);
    - Giovanni Domenico Carlone (Rovio 1651 - luogo e data imprecisate), scultore, attivo con il fratello Giuseppe Maria a Torino (vedasi elenco precedente);